# Triny Bourkel
Triny Bourkel (eigentlich Catherine Bourkel; * 16. April 1927 in Luxemburg; † 21. Februar 2019 in Dudelange) war eine luxemburgische Hochspringerin.
Bei den Leichtathletik-Europameisterschaften 1946 in Oslo wurde sie Sechste mit ihrer persönlichen Bestleistung von 1,57 m, und bei den Olympischen Spielen 1948 in London kam sie auf den 14. Platz.